# Nova Crnja
Nova Crnja (Servisch: Нова Црња; Hongaars: Magyarcsernye) is een gemeente in het Servische district Centraal-Banaat.
Nova Crnja telt 12.705 inwoners (2002). De oppervlakte bedraagt 273 km², de bevolkingsdichtheid is 46,5 inwoners per km².
Naast de hoofdplaats Nova Crnja omvat de gemeente de plaatsen Aleksandrovo, Vojvoda Stepa, Radojevo, Srpska Crnja en Toba.
De hoofdplaats van de gemeente, Nova Crnja is een Hongaars bolwerk, 85% van de bevolking is etnisch Hongaars. Verder vormen de Hongaren nog de meerderheid van de bevolking in Toba. De overige kernen zijn Servischtalig. 